# Léa Roitman
Pour les articles homonymes, voir Roitman.
Léa Roitman (née Schleider le 23 juillet 1919 à Jaroslaw (Galicie) (Pologne) et morte le 8 octobre 2014 à Jérusalem) est une assistante sociale, artiste, française et israélienne, d'origine polonaise, résistante aux côtés de son futur époux, le rabbin Paul Roitman.

## Biographie
Léa Schleider est née en 1919, dans une famille juive orthodoxe et sioniste, en Galicie, Pologne. Sa famille immigre en France à la fin des années 1920 et s'installe à Lens, dans le Pas-de-Calais,,.

### Résistance
À Toulouse, en 1942, elle rencontre Paul Roitman, fondateur d’un cercle d’études d’où sortent les premiers cadres de l’Armée juive. Ils se fiancent. 
Léa Schleider apporte aux juifs cachés les faux papiers qui leur permettront de sortir et de se ravitailler. 
Elle sauve la vie de la mère du mathématicien Haïm Brézis.

### Famille
Les Roitman ont 3 enfants: Julien Roitman, né fin 1945, Conseil National des Ingénieurs et Scientifiques de France, directeur du Secrétaire général de la Fondation CASIP-COJASOR,, Betty Rojtman (née le date 22 juillet 1949 à  Paris),  professeur émérite à l'université hébraïque de Jérusalem, et Eliane (Ilana) Klutstein (épouse de Marc William Klutstein, né à Paris, le 7 mai 1953 à Paris, cardiologue), professeur émérite à l'université hébraïque de Jérusalem.